# ホームセオレガメ
ホームセオレガメ（学名：Kinixys homeana）は、リクガメ科セオレガメ属に分類されるカメ。

## 分布
ガーナ南部、カメルーン南部、コートジボワール南部、コンゴ共和国北部、コンゴ民主共和国北西部、シエラレオネ南部、赤道ギニア、トーゴ南部、ナイジェリア南部、ベナン南部、リベリア

## 形態
最大甲長22.3cm。オスよりもメスの方がやや大型になり、オスは最大でも甲長21.1cm。背甲はややドーム状に盛り上がり、上から見ると細長い。項甲板は細長く、項甲板のない個体は稀。第5椎甲板前部から急な角度で傾斜する。縁甲板は左右に12-13枚ずつで、最も後方の縁甲板（通常は第12縁甲板）が癒合する。また後部縁甲板は強く鋸状に尖る。背甲の蝶番は発達し、肋甲板にも蝶番がある。喉甲板は分厚く、やや前方へ突出する。
上顎の先端は突出する。頭部の色彩は黄色や褐色で、側頭部や喉が灰褐色になる個体もいる。前肢の爪は5本で、後肢の爪は4本。後肢の踵には大型の鱗がある。四肢や尾の色彩は褐色や灰褐色、黄褐色。
幼体は第1-8縁甲板が弱く鋸状に尖るが、成長に伴い滑らかになる。オスは喉甲板がより分厚く、より突出する。

## 生態
低地の常緑樹林やマングローブ林等に生息する。
食性は雑食で、昆虫類、クモ、多足類、等脚類、腹足類、ミミズ、動物の死骸、果実、キノコ等を食べる。嗅覚は発達し食物へ向かい直線的に移動することができる。また降雨の際に前肢を折り曲げ後肢を伸ばして背甲についた水滴を縁甲板から前肢づたいに飲むことができる。
繁殖形態は卵生。野生下では周年、卵を産む。1回に2-4個の卵を最大で年に2回産む。野生下では卵は6ヶ月程で孵化する。

## 人間との関係
種小名homeanaはSir Everard Homeへの献名。
生息地では食用や薬用にされることもある。
開発による生息地の破壊や、食用やペット用としての乱獲等により生息数が激減している。
ペットとして飼育されることもあり、日本にも輸入されている。主に野生個体が流通するが、繁殖個体が流通したこともある。流通は稀。乾燥や低温に弱いことや寄生虫等による感染症にかかりやすいこと、極端な偏食をし餌付かない個体がいること等から極めて飼育の難しい種とされ、長期飼育例も少ない。